# John Barron (Journalist)
John Daniel Barron (* 26. Januar 1930 in Wichita Falls, Texas; † 24. Februar 2005 in Virginia) war ein US-amerikanischer Journalist, der die Spionageorganisation KGB der kommunistischen Sowjetunion enthüllte.
Im Jahre 1957 begann er bei der Tageszeitung Washington Star als Reporter. Ab 1965 arbeitete er im Washingtoner Büro von Reader’s Digest und schrieb mehr als 100 Geschichten zu einer breiten Vielfalt von Themen. Er wurde dort bald leitender Redakteur.
Sein Buch „KGB“, das 1973 in deutscher Sprache erschien, enthielt neben einer ausführlichen Darstellung der Tätigkeiten des sowjetischen Geheimdienstes auch den Text des geheimen KGB-Lehrbuches und ein Verzeichnis der an Geheimdienstaufträgen im Ausland beteiligten Sowjetbürger.
1980 berichtete er über offene Fragen rund um den Ertrinkungstod der 29-jährigen Sekretärin Mary Jo Kopechne bei Chappaquiddick, die als Wahlkampfhelferin für Edward Kennedy tätig war.

## Veröffentlichungen
- KGB. Arbeit und Organisation des sowjetischen Geheimdienstes in Ost und West, Scherz-Verlag, Bern und München 1973. Mit einem Beitrag von Alexander Solschenizyn.
- Der Erbe. Karriere eines KGB-Agenten. Reader’s Digest 1981.

| Personendaten    | Personendaten                            |
| ---------------- | ---------------------------------------- |
| NAME             | Barron, John                             |
| ALTERNATIVNAMEN  | Barron, John Daniel (vollständiger Name) |
| KURZBESCHREIBUNG | US-amerikanischer Journalist             |
| GEBURTSDATUM     | 26. Januar 1930                          |
| GEBURTSORT       | Wichita Falls, Texas                     |
| STERBEDATUM      | 24. Februar 2005                         |
| STERBEORT        | Virginia                                 |